# Maher Sabra
Maher Sabra (tiếng Ả Rập: ماهر صبرا; sinh ngày 14 tháng 1 năm 1992) là một cầu thủ bóng đá người Liban thi đấu ở vị trí hậu vệ cho câu lạc bộ Nejmeh và đội tuyển quốc gia Liban.

### Bàn thắng quốc tế
| #  | Ngày               | Địa điểm                                   | Đối thủ | Bàn thắng | Kết quả | Giải đấu                 |
| -- | ------------------ | ------------------------------------------ | ------- | --------- | ------- | ------------------------ |
| 1. | 1 tháng 2 năm 2022 | Sân vận động thành phố Saida, Sidon, Liban | Iraq    | 1–1       | 1–1     | Vòng loại World Cup 2022 |